# Grenzteich
Der Grenzteich ist ein Stauteich in Sachsen-Anhalt. Es handelt sich um einen Erddamm mit Kerndichtung. Aufgestaut wird die schmale Wipper.

## Beschreibung
Der Grenzteich liegt im Unterharzer Grenztal. Durch den Teich (nahe dem linksseitigen Ufer) läuft die Gemarkungsgrenze zwischen Neudorf und Dankerode. Der Teich ist der tiefstgelegene des Unterharzer Wasserregals.

## Geschichte
Der Grenzteich wurde 1723 durch den asseburgischen Bergmeister Schlegel, anstelle des bis 1921 vorhandenen alten Teiches, erbaut. Ab 1761 lieferte der Teich Aufschlagwasser für die Wasserräder der Grube Pfaffenberg im "Birnbaum Revier", auf dem Straßberg-Neudorfer-Gangzug. Dazu wurde der Teichdamm erhöht. Der Teich lag spätestens ab diesem Zeitpunkt nicht mehr vollständig im Gebiet der Fürsten von Anhalt-Bernburg, sondern in Teilen auf dem Gebiet des zur asseburgischen Herrschaft Falkenstein gehörenden Amtes Dankerode. Als Ausgleich wurden den Falkensteiner Herrschern jährlich 25 Taler Pacht gezahlt.
1761/62 wurde der Silberhütter Kunstgraben durch den Neudorfer Graben zunächst bis zur Schmalen Wipper und zum Birnbaumteich verlängert und führte dem Grenzteich weiteres Wasser zu. 1764 wurde der Kunstteich Neudorf errichtet und der Neudorfer Graben bis zum in diesem Teich aufgestauten Bach verlängert. Der tief gelegene Grenzteich wurde daher nicht mehr benötigt. Der zur schmalen Wipper führende Teilabschnitt des Neudorfer Grabens, der Bergmannsgraben, wurde trockengelegt und der Grenzteich aus der bergbaulichen Nutzung genommen. Seitdem wird der Grenzteich nur noch als Fischteich verwendet.
Siehe auch:
- Liste der Teiche des Unterharzer Teich- und Grabensystems
- Liste der Gewässer in Sachsen-Anhalt